# Aliance za manželství (Austrálie)
Koalice za manželství je australská lobbistická skupina, která prosazuje zachování definice manželství jako svazku mezi mužem a ženou v souladu s federálním zákonem o manželství.

## Aktivismus
Organizace hrála významnou roli v kampani za hlasování "Ne" během probíhajícího plebiscitu o změně manželského zákona. Mezi další organizace spjaté s Koalicí za manželství v opozici stejnopohlavního manželství byly Konference australských katolických biskupů, Australská křesťanská lobby a Manželská aliance.